# Eutelia subrubens
Eutelia subrubens är en fjärilsart som beskrevs av Paul Mabille 1890. Eutelia subrubens ingår i släktet Eutelia och familjen nattflyn. Inga underarter finns listade i Catalogue of Life.